# Брчевец
Брчевец је насељено место у саставу града Врбовца у Загребачкој жупанији, Хрватска. До територијалне реорганизације у Хрватској налазио се у саставу бивше велике општине Врбовец.

## Становништво
На попису становништва 2011. године, Брчевец је имао 546 становника.

## Попис1991.
На попису становништва 1991. године, насељено место Брчевец је имало 503 становника, следећег националног састава:
| Попис 1991.‍ | Попис 1991.‍ | Попис 1991.‍ | Попис 1991.‍ | Попис 1991.‍ |
| ----------- | ----------- | ----------- | ----------- | ----------- |
|             |             |             |             |             |
| Хрвати      | Хрвати      |             | 494         | 98,21%      |
| Чеси        | Чеси        |             | 3           | 0,59%       |
| Македонци   | Македонци   |             | 1           | 0,19%       |
| непознато   | непознато   |             | 5           | 0,99%       |
| укупно: 503 |             |             |             |             |